# Pontresina
Pontresina (toponimo italiano e tedesco; in romancio Puntraschigna ) è un comune svizzero di 2 178 abitanti del Canton Grigioni, nella regione Maloja.

## Geografia fisica
Pontresina è situato in Alta Engadina, sulla sponda destra del fiume Inn, all'inizio della Val Bernina; dista 7 km da Sankt Moritz, 50 km da Tirano, 79 km da Coira e 131 km da Lugano. Il territorio comunale comprende alcune delle cime più alte di tutto il Canton Grigioni: il Pizzo Bernina (4 049 m s.l.m.) con il ghiacciaio di Pers, sul confine con Samedan; il Pizzo Zupò (3 996 m), sul confine con Lanzada; il Piz Argient (3 945 m), sul confine con Lanzada; il Piz Palü (3 905 m), sul confine con Lanzada e Poschiavo; nel territorio nasce il fiume Flaz dalla confluenza di due torrenti di montagna, l'Ova da Roseg e il Berninabach.

## Storia
Il paese è stato menzionato per la prima volta nei documenti in latino come "ad Pontem Sarisinam" nel 1137, successivamente come "de Ponte Sarraceno" nel 1237: alcuni storici lo traducono in "ponte dei Saraceni", tesi che troverebbe fondamento nelle invasioni arabe del X secolo.

### Simboli
Nel 1934 il comune ha adottato lo stemma attuale, con un ponte bianco ad arco inserito in uno sfondo giallo-dorato e nero.

## Monumenti e luoghi d'interesse

### Architetture religiose
- Chiesa riformata di Santa Maria, eretta nel XII secolo e ricostruita nel tardo Medioevo[1];
- Chiesa parrocchiale riformata di San Nicolao, eretta nel 1640 e rinnovata nel 1718 e nel 1887[1];
- Chiesa cattolica, eretta nel 1923[1];
- Cappella di San Pietro in località Punt Muragl[1];
- Cappella e ospizio sul passo del Bernina, eretti nel 1519[1];
- Cappella di Santo Spirito in località San Spiert, attestata dal 1485[1].

### Architetture civili
- Rovine della torre Spaniola in località Giarsun, eretta nel XIII secolo[1];
- Schlosshotel[senza fonte].

## Società

### Evoluzione demografica
L'evoluzione demografica è riportata nella seguente tabella:
Abitanti censiti

### Lingue e dialetti
Inizialmente nel paese si parlava il puter, una varietà romancia, ma con lo sviluppo del turismo si sono diffuse rapidamente altre lingue. Nel 1880 il 45,7% degli abitanti parlava il romancio come lingua madre. Nel 1900 la percentuale di romanci si era ridotta al 33,61%, per un totale di 164 parlanti su 488 abitanti (252 germanofoni). Nel 1941 la popolazione romancia era scesa al 26,7%, nel 1970 al 16,22%, nel 2000 all'8%. Oggi, oltre al romancio, è lingua ufficiale anche il tedesco; resiste inoltre una consistente minoranza di lingua italiana (16% nel 2000).
| Lingue a Pontresina | Lingue a Pontresina | Lingue a Pontresina | Lingue a Pontresina | Lingue a Pontresina | Lingue a Pontresina | Lingue a Pontresina |
| ------------------- | ------------------- | ------------------- | ------------------- | ------------------- | ------------------- | ------------------- |
| Lingue              | Censimento 1980     | Censimento 1980     | Censimento 1990     | Censimento 1990     | Censimento 2000     | Censimento 2000     |
| Lingue              | Abitanti            | Percentuale         | Abitanti            | Percentuale         | Abitanti            | Percentuale         |
| Tedesco             | 990                 | 57,36%              | 993                 | 61,91%              | 1264                | 56%                 |
| Romancio            | 250                 | 14,48%              | 194                 | 12,09%              | 174                 | 8%                  |
| Italiano            | 362                 | 20,97%              | 290                 | 18,08%              | 353                 | 16%                 |
| Totale              | 1726                | 100%                | 1604                | 100%                | 2191                | 100%                |

## Cultura
Il paese è menzionato nel film comico con Stanlio e Ollio Noi e... la gonna del 1938, distribuito anche con il titolo Avventura a Vallechiara, ma solo nella versione originale: nel doppiaggio italiano è stato ridenominato con il nome fittizio "Vallechiara". A Pontresina è ambientato parte del romanzo Estasi di libertà di Stefan Zweig.

### Musei
- Museo Alpino[1] nell'antica Chiesa Delnon[senza fonte].

## Geografia antropica

### Frazioni
Le frazioni di Pontresina sono:
- Giarsun
- Laret
- Muragls
- Punt Muragl
- San Spiert

## Economia

### Turismo

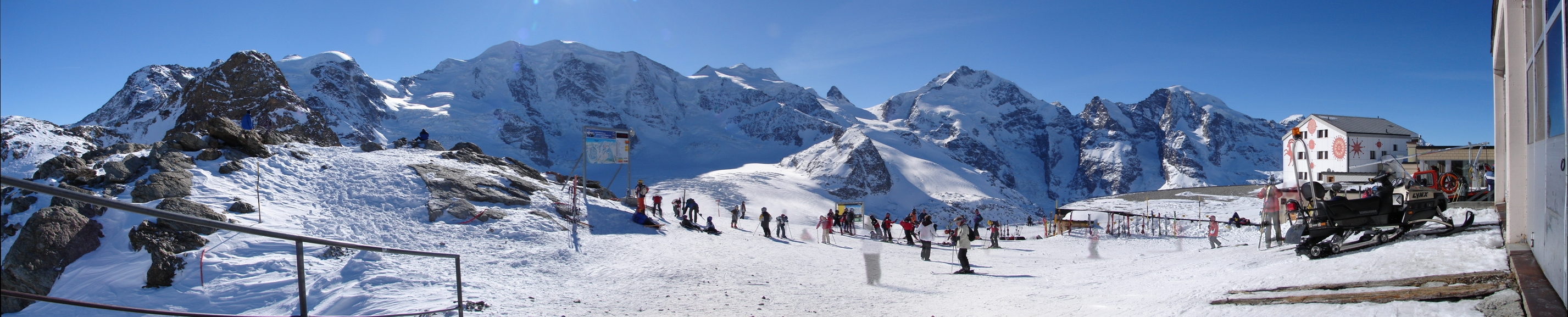
Piste sciistiche a Diavolezza

Pontresina è una rinomata località di villeggiatura sia estiva (alpinismo), sviluppatasi a partire dagli anni 1850, sia invernale (stazioni sciistiche di Alp Languard, Diavolezza e Piz Lagalb), sviluppatasi a partire dagli anni 1950.

## Infrastrutture e trasporti

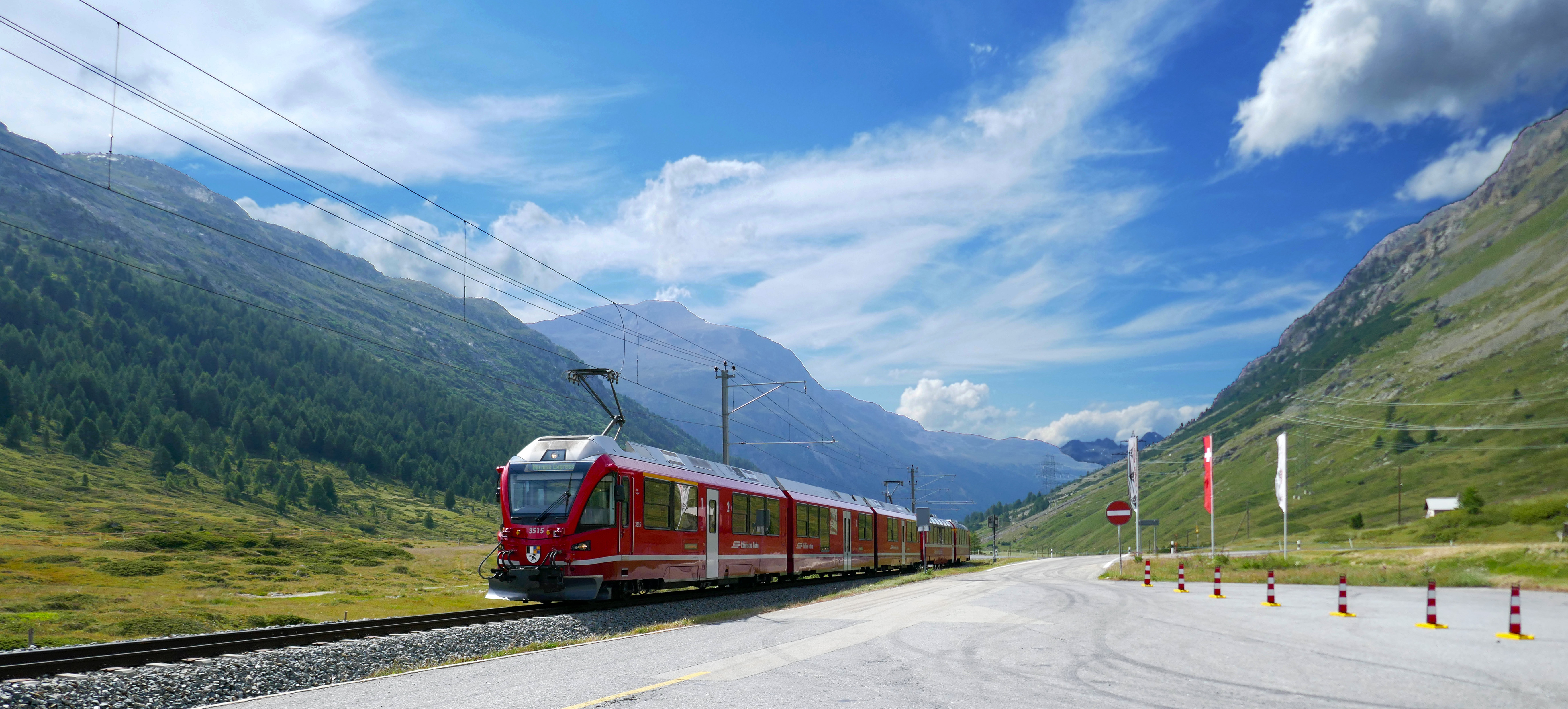
Il Bernina Express alla fermata di Diavolezza.

Il territorio comunale di Pontresina è attraversato dalla strada principale 29 Samedan-Capocologno e dalla ferrovia Tirano-Sankt Moritz, che discendono dal Passo del Bernina fino al centro abitato principale.
Presso la stazione di Pontresina si dirama la linea ferroviaria dell'Engadina. A servizio delle località sciistiche della valle del Bernina sono presenti le stazioni ferroviarie di Bernina Lagalb e di Bernina Suot e la fermata ferroviaria di Bernina Diavolezza. La stazione di Morteratsch serve gli escursionisti diretti all'omonimo ghiacciaio, mentre quella di Surovas è posta a servizio dell'omonima frazione.

## Sport
Stazione sciistica, ha ospitato alcune tappe della Coppa del Mondo di sci alpino, della Coppa del Mondo di biathlon e della Coppa del Mondo di sci di fondo, oltre ai Campionati svizzeri di sci alpino 1967 e ai Campionati mondiali juniores di sci nordico 1998 (assieme a Sankt Moritz).